# Burgruine im Holz
Die Burgruine im Holz ist eine in wenigen Mauerresten erhaltene Höhenburg bei Prissian in der Gemeinde Tisens in Südtirol.

## Geografie
Die Ruine befindet sich auf einem schmalen Felsengrat in einer abgelegenen Waldschlucht, im sogenannten Peckenloch, zwischen Grissian und Prissian westlich oberhalb des Etschtals.

## Geschichte
Die Burg wurde von Ministerialen der Grafen von Eppan-Ulten im 13. Jahrhundert (Erstnennung 1226) errichtet. Die Herren von Holz (oder im Holz) gehörten zum Familienverband der Herren von Nordheim und Sarnthein, ebenso wie die von Zobel, von Tisens und von Wehrburg (Werberg). Nach dem Aussterben der Grafen von Eppan-Ulten 1248 fielen die Nordheimer und ihre Burgen an das Hochstift Trient, als dessen Ministerialen sie 1276 bestätigt wurden. Bald darauf traten sie in die Dienste der Grafen von Tirol. Auch die latinisierte Burgbezeichnung de Silva ist mit Reimbrecht von Holz im Jahr 1312 bezeugt.
1396 wurde nach dem Aussterben derer vom Holz Hans von Werberg mit der Burg im Holz belehnt. Nach dessen Tod 1420 fiel sein Erbe, darunter seine Anteile an der Wehrburg, der Fahlburg und der Burg im Holz, an Jakob Murendeiner von Andrian, der den Namen von Andrian-Werburg annahm. Die schon früh „zusammengefallene feste“ im Holz blieb mitsamt der zugehörigen Grundherrschaft bis zum Aussterben der Herren von Andrian-Werburg 1798 in deren Besitz und wurde dann, wie auch die Wehrburg, von der landesfürstlich-tirolischen Kammer eingezogen.

## Zustand
Es finden sich im Wald Mauerreste aus Feldsteinmauerwerk in regelmäßiger Schichtung. Die Burgruine wurde 1981 unter Denkmalschutz gestellt.